# Ан-30

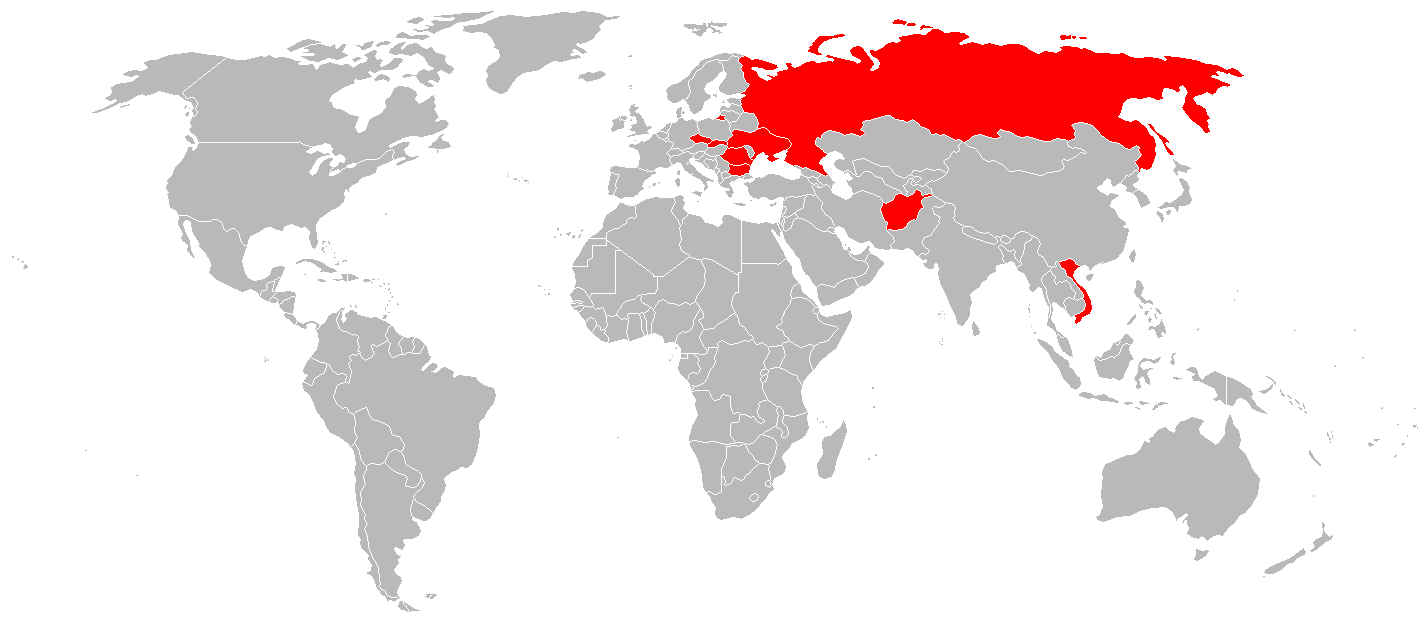
Карта операторів літака Ан-30

Ан-30 (з кодифікації НАТО: Clank; — «Брязкіт») — літак повітряного спостереження та аерофотозйомки. Розроблений в АНТК імені Олега Антонова спільно з ДКБ Берієва. Ан-30 є модифікацією літака Ан-24 і призначений для аерофотознімальних і аерогеофізичних робіт. Як і попередні — Ан-24 і Ан-26 — машина мала в народі прізвисько «Настя» («Настенька»).

## Історія створення
Розробка дводвигунового літака для аерофотозйомки Ан-24ФК почалася в 1964 році згідно з Постановою РМ СРСР № 565-235 від 6 липня 1964 року. Головним конструктором був призначений В. В. Волков. 12 липня 1965 року макетній комісії замовника був пред'явлений ескізний макет. За результатами комісії літом 1967 року було переобладнано у варіант виріб «ФК» (кодова назва Ан-24ФК під час розробки) один серійний Ан-24. Виріб «ФК» відрізнявся від оригіналу повністю зміненою носовою частиною фюзеляжу, вона була розширена та засклена. Також в нижній частині фюзеляжу, між 21 ти 30 шпангоутами, було обладнано п'ять засклених фотолюків. У центроплані встановлено 6 додаткових паливних баків загальною ємністю 1600 л.
Перший політ Ан-24ФК здійснив 21 серпня 1967 року. Перша публічна демонстрація літака відбулася 1975 року на авіасалоні в Ле Бурже. З грудня 1968 по вересень 1969 пройшли державні випробування літака. Серійне виробництво було організовано на Київському авіаційному заводі «Авіант» під назвою Ан-30. Виробництво літака тривало до 1980 року. З 1971 по 1980 було випущено 115 машин.

## Технічні характеристики
Джерело: 
Основні характеристики
- Екіпаж: 7 чоловік
- Довжина: 24,26 м[3]
- Висота: 8,32 м
- Розмах крила: 29,20 м

- Площа крила: 74,98 м²
- Крило у плані: трапецієподібне
- Нормальна злітна маса: 20300 кг
- Максимальна злітна маса: 23000 кг
- Маса палива у внутрішніх баках: 4820 кг
- Силова установка: 2 × Турбогвинтовий АІ-24ВТ  2820 к.с. ( 2074 кВт)
- Повітряний гвинт: АВ-72
- Діаметр гвинта: 3,9 м
- Допоміжна силова установка: 1 × турбореактивний РУ19А-300 
  - Тяга допоміжної силової установки: 1 × 800 кгс

Льотні характеристики
- Крейсерська швидкість: 430 км/год
- Практична дальність: 1240 км
- Перегінна дальність: 2600 км
- Довжина розгону: 710 м
- Довжина пробігу: 525 — 670 м

## Модифікації
- Ан-24ФК — прототип. Перший політ 21 серпня 1967 року.[4]
- Ан-30А — цивільний фотокартограф. Виготовлено 66 літаків.
- Ан-30Б — військовий фоторозвідник. На борту несе фотокамери: 1 АФП-42/100, 3 АФА-54/50, 1 А-72. Виготовлено 26 літаків.
- Ан-30Д «Сибіряк» — далекий. Відрізняється додатковими паливними баками та складом обладнання.
- Ан-30М «Метеозахист» — модернізований. Відрізняється РЛС «Гроза М-30» (встановлено під кабіною штурмана).

## Катастрофи та аварії
| Дата            | Бортовий номер | Місце катастрофи   | Жертви | Короткий опис |
| --------------- | -------------- | ------------------ | ------ | --- |
| 11 березня 1985 | 05 red         | Кабул, Афганістан  | 2/5    | Ан-30Б при поверненні з бойового вильоту в районі Баграма був вражений ракетою ПЗРК, яка потрапила у лівий двигун. Екіпаж врятувався на парашутах, за винятком льотчиків капітана А. Горбачевського та старшого лейтенанта В. Іванова, загиблих при спробі посадити палаючу машину. |
| 22 березня 1992 | RA-30002       | Нижньоянськ, Росія | 10/10  | Розбився під час експерименту. |
| 23 травня 2012  | 04             | Часлав, Чехія      | 0/23   | Під час приземлення зламалася передня стійка шасі, що призвело до втрати управління та скидання літака за межі злітно-посадкової смуги. |
| 6 червня 2014   | 80 жовтий      | Слов'янськ         | 5/8    | Літак ВПС України, що виконував розвідувальний політ, збитий проросійськими терористичними формуванням за допомогою ПЗРК «Верба» над селом Миколаївка в районі Слов'янська. В літака спалахнув правий двигун і він впав в районі села Пришиб. З 8 членів екіпажа троє зуміли покинути літак з парашутами, п'ятеро загинули. На місці падіння літака встановлено меморіал «Скорботний Янгол» 05.06.2016. |

## Галерея

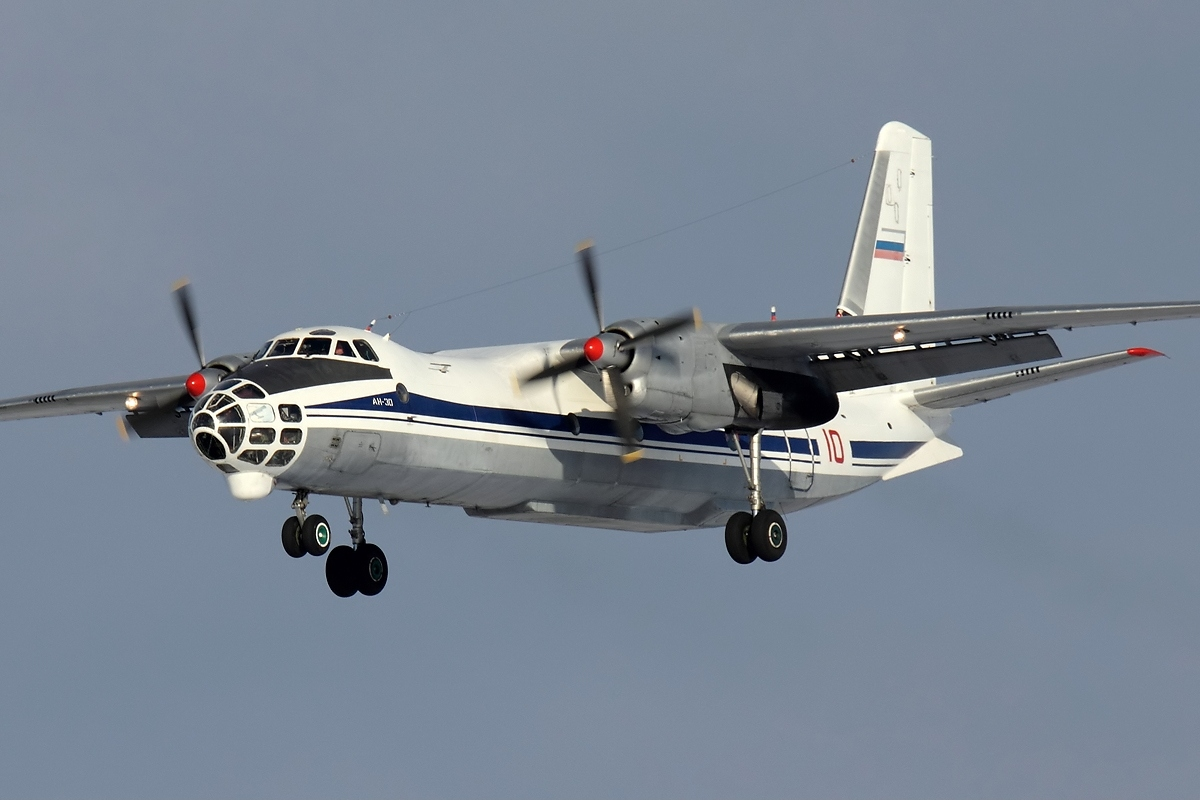
Антонов Ан-30
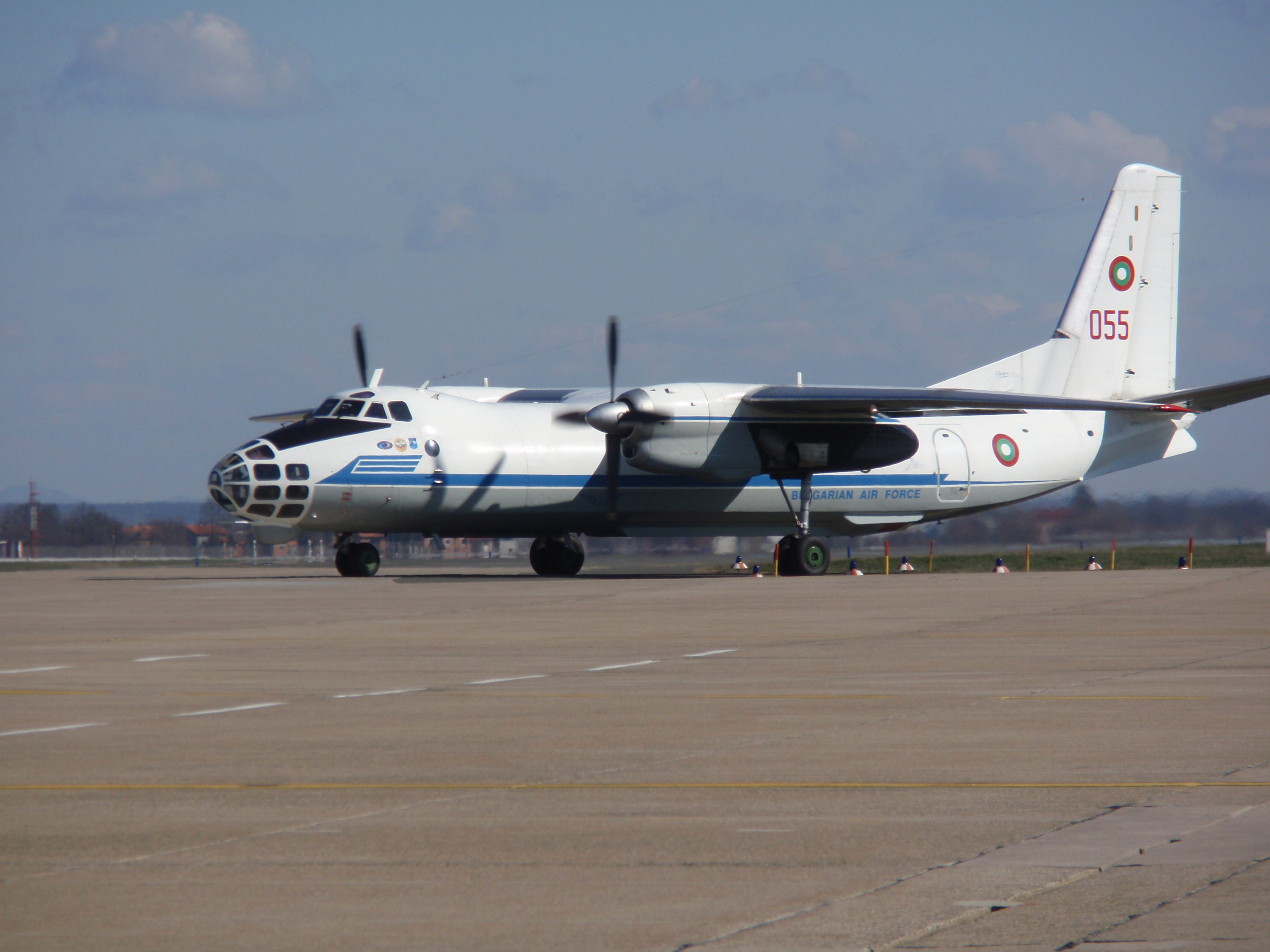
Болгарські військові-повітряні сили
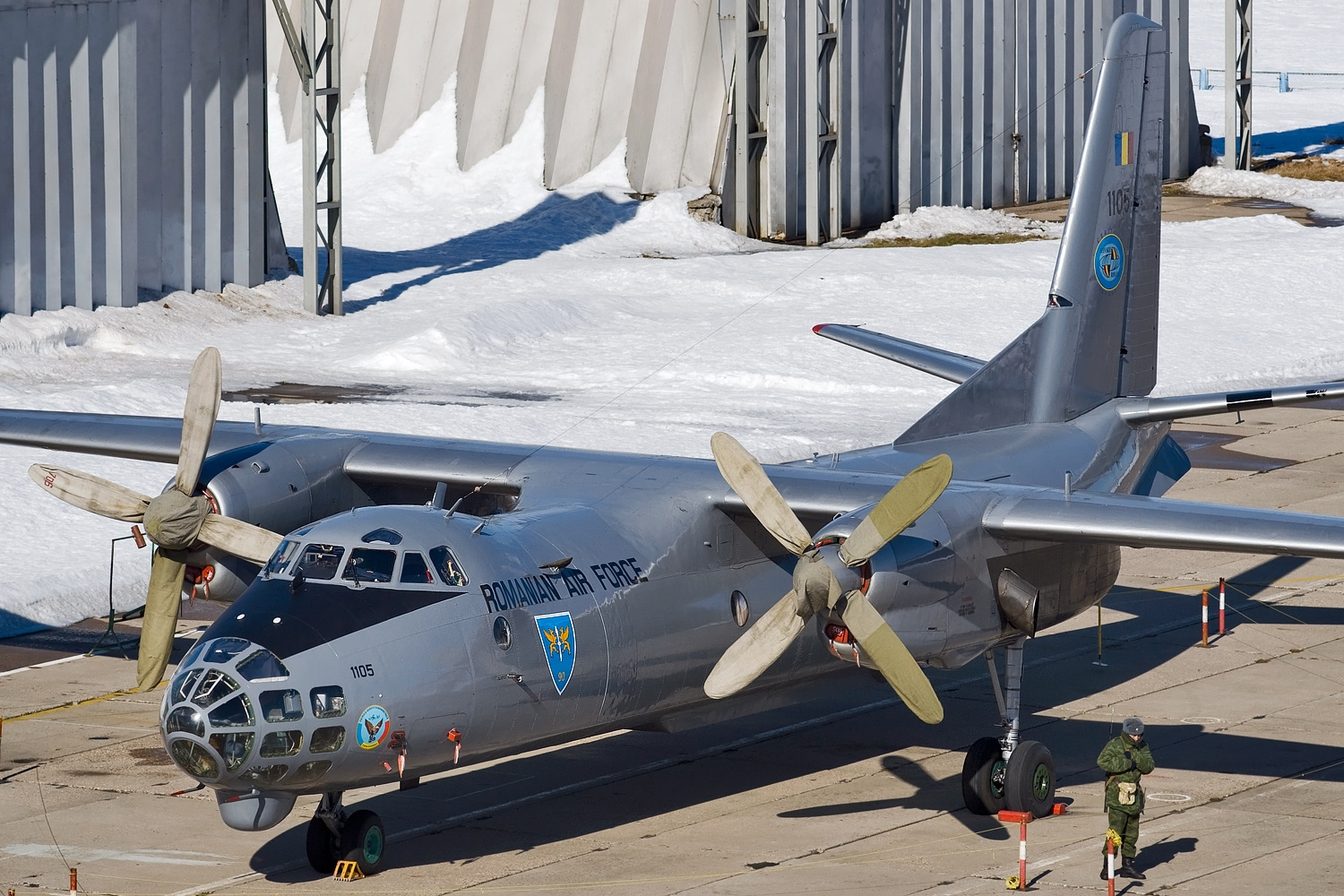
Румунські військові-повітряні сили